# Franciszek Michałowski

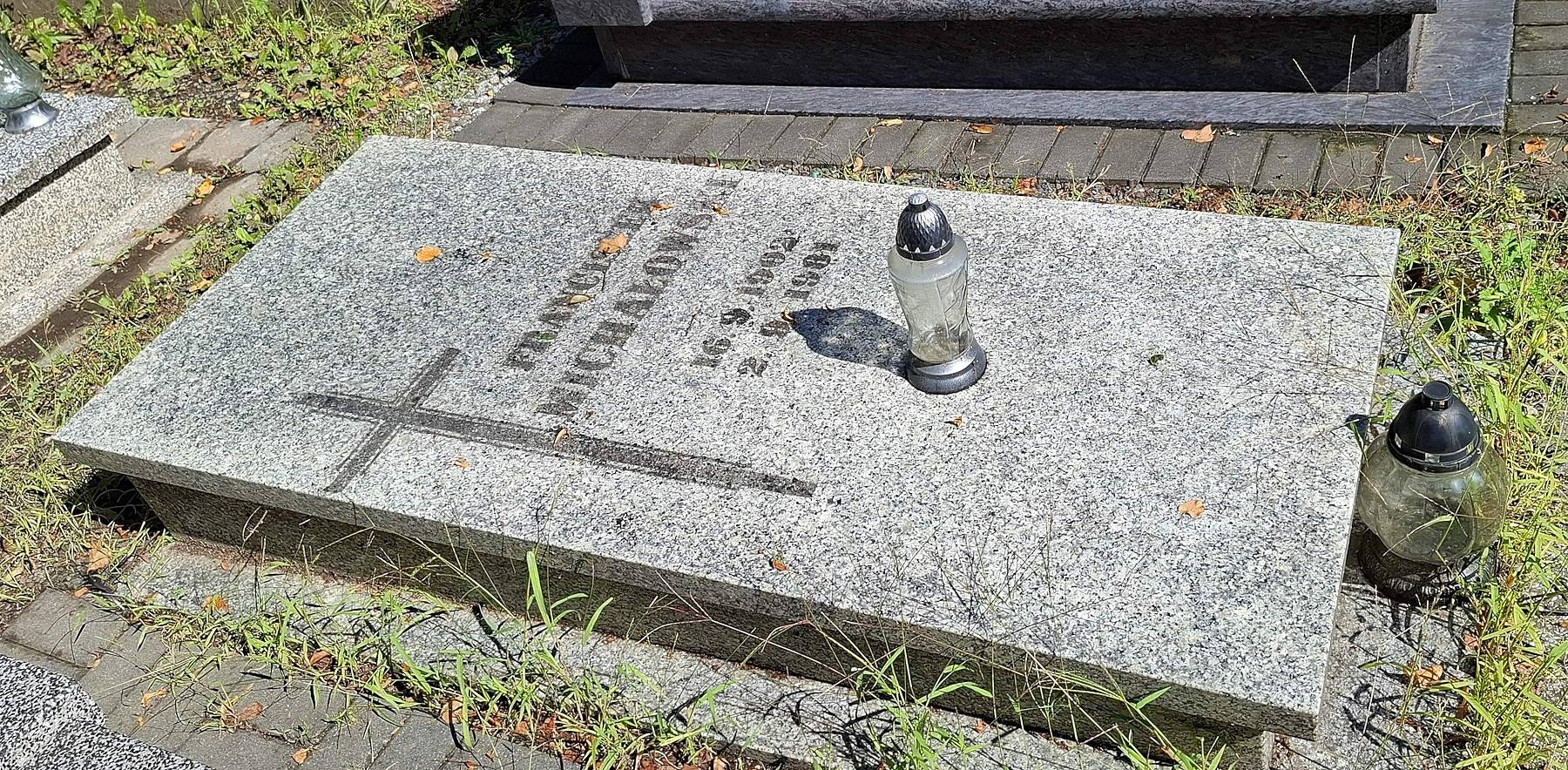
Grób Franciszka Michałowskiego w Prudniku

Franciszek Michałowski (ur. 16 czerwca 1902 w Otowicach, zm. 2 września 1981 w Prudniku) – polski nauczyciel, działacz społeczny i narodowy w Niemczech.

## Życiorys
Po ukończeniu szkoły podstawowej kontynuował naukę w gimnazjum w Toruniu. Uczestniczył w powstaniu wielkopolskim, został mianowany na stopień podporucznika. W 1922 ukończył Seminarium Nauczycielskim w Grudziądzu. Wówczas podjął pracę jako nauczyciel i kierownik szkoły w Gowinie.
W 1927 Ministerstwo Wyznań Religijnych i Oświecenia Publicznego powierzyło mu potajemnie zorganizowanie życia szkolnego i pozaszkolnego wśród Polaków w Berlinie. Udał się tam jako student języków obcych przy Uniwersytecie w Berlinie. Rozwijał działalność oświatową i patriotyczną wśród Polaków w Niemczech. Za swoją pracę otrzymał w 1931 Srebrny Krzyż Zasługi. Władze niemieckie nakazały mu opuścić Berlin. Wówczas polska ambasada przeniosła go do Lipska, gdzie na terenie Saksonii, Turyngii i Łużyc rozwijał działalność polonijną. Następnie skierowano go na Śląsk Opolski, gdzie w 1934 wraz z rodziną osiedlił się w Grabinie i pełnił funkcję kierownika polskiej szkoły po wydaleniu Alfreda Liczbańskiego. Równocześnie kierował centralną polską szkołą w Berlinie. Prowadził kursy dokształcające dla dorosłych w Grabinie i Ligocie Bialskiej.
W 1939 otrzymał nakaz opuszczenia III Rzeszy. 10 maja 1939, kiedy opuszczał Grabinę, spotkał się ze swoimi uczniami. Agnieszka Kwoczek, uczennica Michałowskiego, wspominała to wydarzenie: „Był to okropny wstrząs dla nas. Klasę zaległa śmiertelna cisza, która po chwili zamieniła się w spazmatyczny szloch. Płakaliśmy strasznie z rozdartym sercem żegnając po raz ostatni naszego kochanego wychowawcę”. Żegnając się z nimi, Michałowski powiedział: „Nie ustaniemy w walce. Sprawy wygramy. Nie martwcie się, ja wrócę”.
Po opuszczeniu Grabiny udał się do Wejherowa. W międzyczasie otrzymał od kuratorium w Toruniu mianowanie na podinspektora oświaty w Grudziądzu z dniem 3 września 1939. Jednak już 31 sierpnia został aresztowany przez Niemców w Gdańsku. Trzymano go w kilku więzieniach, w końcu został skierowany do obozu koncentracyjnego Dachau, w którym przebywał do kwietnia 1945. We wrześniu 1945 powrócił do Polski. Arka Bożek zaproponował mu powrót do powiatu prudnickiego.
Powrócił w okolice Prudnika, spotykając się ze swoimi byłymi uczniami w Grabinie. Objął stanowisko powiatowego podinspektora szkolnego w Prudniku. Uczestniczył w tworzeniu polskiego szkolnictwa w regionie. Zamieszkał w Prudniku, przy ul. Świerczewskiego 10 (obecnie ul. Parkowa). Działał w Związku Nauczycielstwa Polskiego. W 1962 przeszedł na emeryturę.
Zmarł 2 września 1981. Został pochowany na cmentarzu komunalnym w Prudniku.

## Upamiętnienie

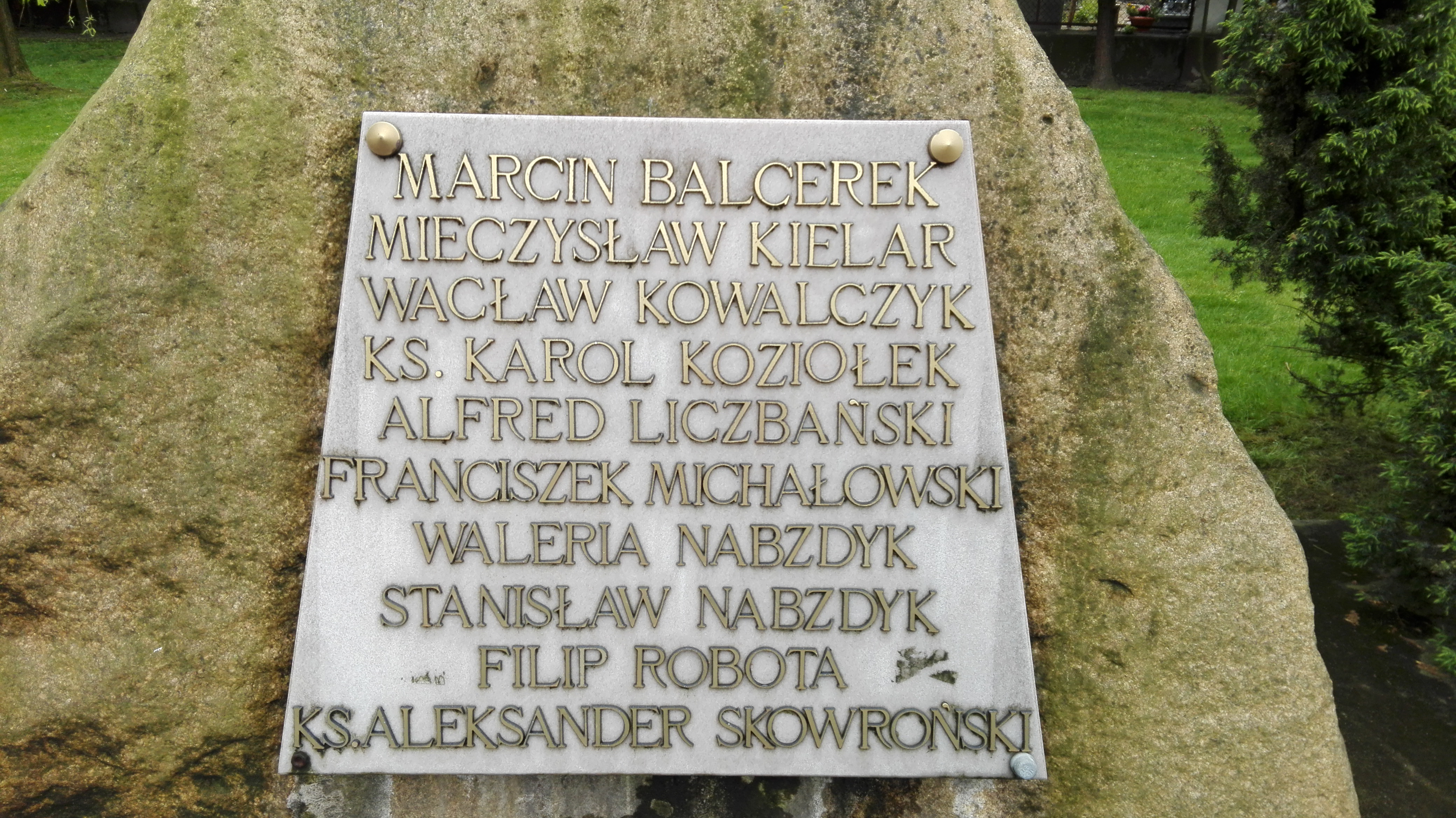
Głaz upamiętniający nauczycieli walczących o polskość Ziemi Prudnickiej

Franciszek Michałowski jest wpisany na tablicę na Głazie upamiętniającym nauczycieli walczących o polskość Ziemi Prudnickiej w Prudniku.